# ベルリン会議 (1878年)

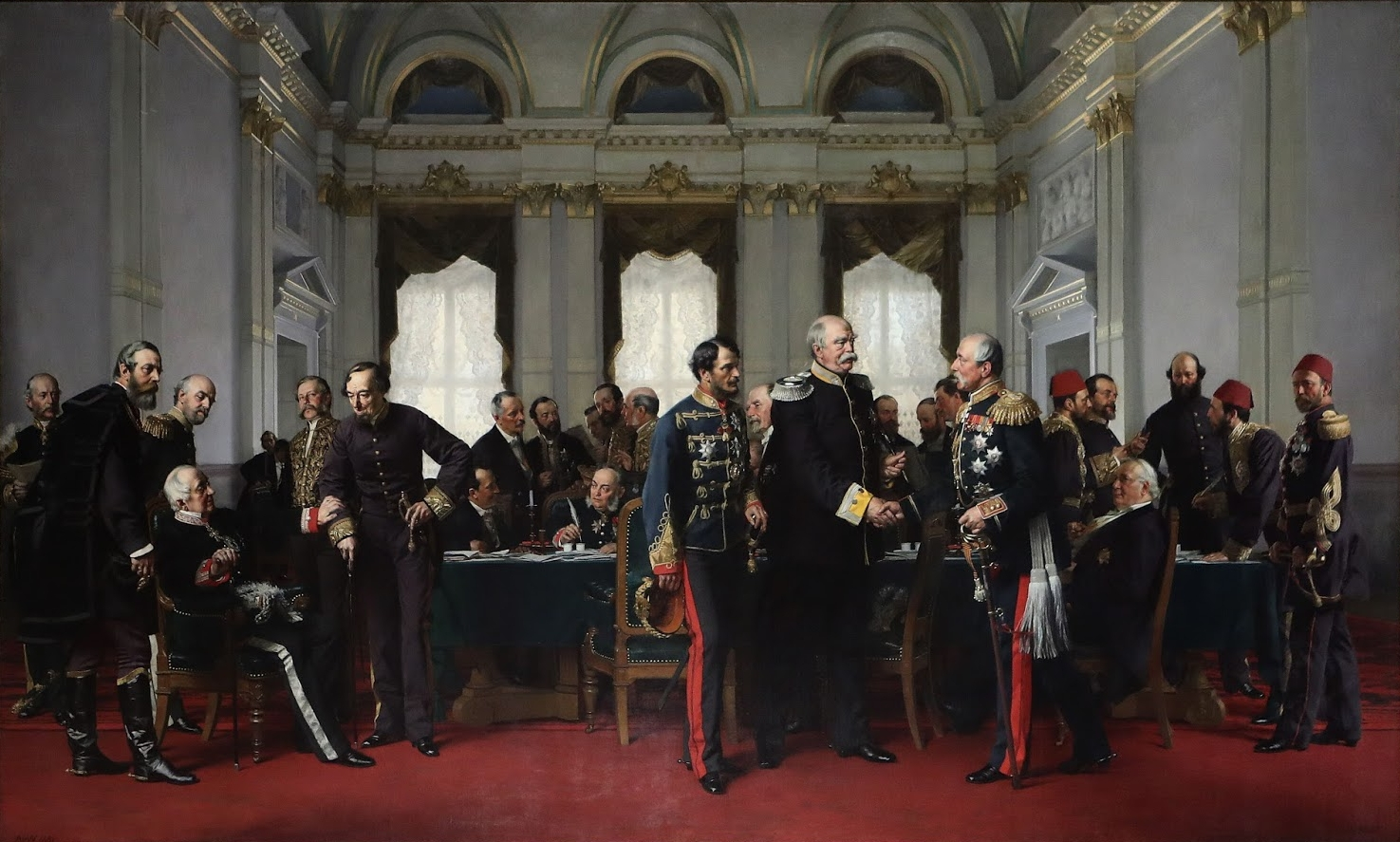
会議における各国代表の様子

ベルリン会議（ベルリンかいぎ）は、露土戦争の結果起こった国際紛争解決のために、ドイツの宰相ビスマルクが1878年6月13日 - 7月13日に主催した国際会議。イギリス、フランス、ドイツ、オーストリア、ロシア、イタリア、オスマン帝国の7か国が参加し、バルカン半島の新独立国の領域が決定された。

## 会議開催までの経緯
1856年にパリ条約締結による欧州各国の勢力均衡に基づいたバルカン半島の平和が、1875年のヘルツェゴヴィナ蜂起をきっかけに始まった露土戦争で、その体制が崩れて国際紛争へ発展することをロシアを除く欧州各国は危惧し、調停に動くことになった。
ロシアと秘密協定のライヒシュタット協定を締結していたオーストリア＝ハンガリー帝国の外相アンドラーシ・ジュラは、調停案を提示したり、イスタンブールで国際会議を開いたりしたが、いずれも不調に終わった。1878年に露土戦争の講和条約であるサン・ステファノ条約が締結され、ロシアの支援を受けたセルビア、モンテネグロ、ルーマニアの三公国の独立と、ロシアの影響を強く受けた自治国であるブルガリア公国の成立が定められ、ボスニア・ヘルツェゴビナは、ライヒシュタット協定のままオーストリアの管理下におかれていた。

## ベルリン条約
会議は、ロシアと秘密協定を締結するオーストリア・ハンガリーの要請を受け、ドイツ宰相のビスマルクが主宰し、「誠実な仲介者（Die Rolle des ehrlichen Maklers）」として振る舞った。サン・ステファノ条約が現実に履行されれば、ロシアの勢力圏が大きく南に広がりエーゲ海にまで達することになるため、イギリスはこの条約に強く反対し、オーストリア・ハンガリーも表面上は反対を装った。三公国が独立を宣言し、イスタンブールの近郊にまでロシア軍が進出している現状が存在する以上、戦前の秩序であるパリ条約の体制に戻すことはもはや現実的ではないという状況を演出し、偽装された露・墺の対立にもっとも中立的な立場を取りうる列強として、双方と三帝同盟を結んでいたドイツがベルリンにおいて双方の利害を調整するための国際会議を開くことになった。
1ヶ月にわたる会議の結果、ベルリン条約が結ばれた。サン・ステファノ条約は大幅に修正されたが、露土戦争以前に自治公国化していたセルビア公国、モンテネグロ公国、ルーマニア公国の三公国の正式な独立は承認された。ブルガリア公国は事実上3つに分割され（マケドニア、東ルメリ自治州、ブルガリア公国）、領土縮小によって地中海への出口を失ったが、自治国として事実上独立することが承認された。ただしベルリン条約では露土間の最終的な合意には至らず、賠償金の金額などは1879年のイスタンブール平和条約で決定した。
また、キプロス島に関しては英土二国間の条約を別途に締結し、イギリスは同島をオスマン帝国から租借することになった。これは、ロシアからの攻撃があった際にはイギリスがオスマン帝国を援助することを約束したことに対する見返りであった。イギリスはこれにより、東地中海における拠点を確保し、エジプトへの海上ルートをより強固なものとした。
19世紀前半のギリシャ独立に続いてバルカン諸国がほぼ独立を果たし、東ローマ帝国滅亡以降のオスマン帝国による東ヨーロッパ支配が終焉した重大なポイントであったが、各国それぞれの思惑が絡み合った会議結果となった。

## 出席者
- イギリス
  - ベンジャミン・ディズレーリ（首相）
  - ソールズベリ侯ロバート・ガスコイン＝セシル（外相）
  - オド・ラッセル
- ロシア
  - アレクサンドル・ゴルチャコフ公（外相）
  - ピョートル・シュヴァロフ（ロシア語版、英語版）伯（駐英大使）
  - パヴェル・ウブリ（英語版）男爵
- オーストリア＝ハンガリー
  - アンドラーシ・ジュラ（首相）
  - アラヨス・カーロイ
  - ハインリヒ・カルル・フォン・ハイメルレ男爵
- ドイツ
  - オットー・フォン・ビスマルク侯（帝国宰相）
  - クロートヴィヒ・ツー・ホーエンローエ＝シリングスフュルスト公（第三代表）
  - ベルンハルト・エルンスト・フォン・ビューロー（外相第一秘書官）
- オスマン帝国
  - カラテオドリー・パシャ（トルコ語版、英語版）
  - サドゥラーフ・ベイ（トルコ語版）
  - メフメト・アリ・パシャ（トルコ語版、英語版）
- フランス
  - ウィリアム・アンリ・ワディントン（フランス語版、英語版）（外相）
  - サン＝ヴァリエ伯シャルル・レイモンド（フランス語版）（駐独大使）
- イタリア
  - ルイジ・コルティ（イタリア語版、英語版）伯
  - Edoardo de Launay

（以下は正式参加国ではなく、代表団の出席のみを認められた）
- ギリシア
  - セオドロス・デリヤニス（ギリシア語版、英語版）
  - ペトロス・ブレイラス＝アルメニス（ドイツ語版）

ギリシアは、自国の利害に直接関係する案件（オスマン帝国との国境改定に関する問題等）にのみ発言を許された。
- ルーマニア
  - イオン・ブラティアヌ（ルーマニア語版、英語版）
  - ミハイ・コガルニチャヌ（ルーマニア語版、英語版）
- セルビア
  - ヨヴァン・リスティチ（セルビア語版、英語版）

（モンテネグロも代表団を派遣）
独立国ではないルーマニア、セルビア、モンテネグロは会議での発言を許されず、文書による意見の申し入れのみが許された。

## 影響

### ビスマルク体制下
ロシアはこれ以降、サン・ステファノ条約修正を不服とし三帝同盟を脱退した。ただし、ドイツのビスマルクはフランスとロシアに対する二正面作戦を避けるために、ロシアと独露再保障条約を締結している。
ビスマルクは"誠実な仲介人"を自称し中立を宣言していたが、ベルリン条約でロシアが得た利益を認めたものの、ロシア南下政策を否定するイギリスを終始支持した。ドイツは、1882年に三国同盟を結成してフランスを孤立化させ、1885年に日本にメッケルを派遣してロシアの東アジア進出を牽制し、狙い通り日露戦争でロシアの進出を阻むことに成功した。
セルビアはサン・ステファノ条約で得た領土が維持されることを期待していたが、頼みの綱であるロシアは会議のあいだセルビアに対し冷淡な態度をとりつづけた。このため、会議後セルビアはオーストリア・ハンガリーに接近していった。
またテッサリアの帰属を巡るギリシャ・トルコ間の国境紛争については解決が図られなかった。1881年にテッサリアとイピロス南部の一部がギリシャ領となった。

### ビスマルクの引退後
1890年にビスマルクが引退してベルリン条約の秩序が再び崩れると、ロシアは独露再保障条約の更新を拒まれたため、普仏戦争以降孤立化していたフランスに接近して1894年に露仏同盟を結び、対独包囲網の結成を模索した。また、バルカン半島における南下政策を諦めて東アジア進出を目論むようになった。ところがドイツは外交方針を変更して、東アジアでロシア・フランスと手を組み三国干渉（1895年）を行った結果、日英同盟（1902年）が結ばれたのを皮切りに欧州でも英仏協商（1904年）・英露協商（1907年）が結ばれ、対独包囲網三国協商が形成されるのを許した。
ギリシャ・トルコ間ではその後も係争が続き、希土戦争につながっていく。自民族居住地域の併合を目指すバルカン諸国はマケドニアにおける権利を主張し、その後のバルカン戦争などで領土の拡大を目指していくこととなった。
セルビアとオーストリア・ハンガリーの関係は1908年のボスニア・ヘルツェゴビナ併合で悪化した。さらに1912年に反オスマン同盟のバルカン同盟が結成され、1913年のバルカン戦争で勝利したことによってセルビアのナショナリズムが高揚すると、セルビアとオーストリア・ハンガリーの関係は第一次世界大戦の導火線へと変貌した。